# Anodontia alba
Anodontia alba är en musselart som beskrevs av Link 1807. Anodontia alba ingår i släktet Anodontia och familjen Lucinidae. Inga underarter finns listade i Catalogue of Life.

Fossilt prov från Pliocen